# Rutung Mbelang
Rutung Mbelang is een bestuurslaag in het regentschap Aceh Tenggara van de provincie Atjeh, Indonesië. Rutung Mbelang telt 268 inwoners (volkstelling 2010).